# Boulevard des airs
Boulevard des Airs is een Franse band, opgericht in 2004. De band komt uit het zuiden van Frankrijk en bestaat uit 8 leden, die allemaal op meerdere instrumenten spelen.

## Geschiedenis
De band is in 2004 opgericht in het hof van het Lycée Marie Curie in Tarbes o.l.v. de broers Dasque, Sylvain Duthu en Laurent Garnier. Zij kwamen uit verschillende muziekgroepen en besloten samen verder te gaan als Boulevard des Airs. De groep wordt geïnspireerd door Georges Brassens, Jacques Brel, Bob Marley, Red Hot Chili Peppers en Rage Against the Machine en is een samenspel van rock, chanson, reggae, jazz en ritmes van de Balkan. Het is levendige muziek en wordt gezongen in het Frans, Engels en Spaans.
Sinds 2011 staat Boulevard des Airs onder contract bij de platenmaatschappij van Sony BMG.

## Discografie

### Albums & ep's
- 2015: Bruxelles
- 2013: Les appareuses trompences
- 2011: Paris-Buenos Aires
- 2011: Cielo Ciego (ep)

### Singles
- 2011: CIELO CIEGO
- 2012: SAN CLEMENTE Je voulais vous parler des femmes